# Arianna Valcepina
Arianna Valcepina (ur. 9 maja 1994 w Sondalo) – włoska łyżwiarka szybka specjalizująca się w short tracku, wicemistrzyni olimpijska z Pekinu 2022, brązowa medalistka mistrzostw świata oraz mistrzyni Europy i świata juniorów.

## Wyniki

### Igrzyska olimpijskie
| Rok  | Gospodarz | 500 m | sztafeta kobiet | sztafeta mieszana |
| ---- | --------- | ----- | --------------- | ----------------- |
| 2022 | Pekin     | 9     | 5               | srebro            |

### Mistrzostwa świata
| Rok  | Gospodarz | 500 m | 1000 m | 1500 m | wielobój | sztafeta |
| ---- | --------- | ----- | ------ | ------ | -------- | -------- |
| 2012 | Szanghaj  | —     | —      | —      | —        | 5        |
| 2015 | Moskwa    | —     | —      | —      | —        | brąz     |
| 2016 | Seul      | 12    | 37     | 24     | 25       | 5        |
| 2021 | Dordrecht | —     | —      | —      | —        | brąz     |

### Mistrzostwa Europy
| Rok  | Gospodarz      | wielobój | sztafeta |
| ---- | -------------- | -------- | -------- |
| 2012 | Mladá Boleslav | —        | srebro   |
| 2015 | Dordrecht      | —        | 4        |
| 2016 | Soczi          | 11       | brąz     |
| 2017 | Turyn          | —        | złoto    |

### Mistrzostwa świata juniorów
| Rok  | Gospodarz  | wielobój | sztafeta |
| ---- | ---------- | -------- | -------- |
| 2010 | Tajpej     | —        | 4        |
| 2011 | Courmayeur | 17       | złoto    |
| 2012 | Melbourne  | 13       | 5        |
| 2013 | Warszawa   | 38       | 4        |